# 臼杵警察署
臼杵警察署（うすきけいさつしょ）は、かつて大分県にあった大分県警察が管轄する警察署のひとつである。

## 概要
大分県臼杵市全域を管轄地域とする警察署であった。
2012年4月1日に、当署と津久見警察署とを統合して、当署の位置に臼杵津久見警察署が設置された。

## 課
- 総務課
- 生活安全課
- 地域課
- 刑事課
- 交通課
- 警備課

## 駐在所
- 大泊警察官駐在所 - 臼杵市大字大泊1120-5
- 熊崎警察官駐在所 - 臼杵市大字井村1701
- 佐志生警察官駐在所 - 臼杵市大字佐志生2040-6
- 南津留警察官駐在所 - 臼杵市大字掻懐12-1
- 日当警察官駐在所 - 臼杵市野津町大字宮原4217-2
- 野津市警察官駐在所 - 臼杵市野津町大字野津市405-2
- 清水原警察官駐在所 - 臼杵市野津町大字清水原1283-2

## アクセス
- JR日豊本線 臼杵駅から徒歩約7分
- 大分バス 城北バス停にて下車